# Gerard van Hove
Gerardus Johannes Bartholomeus (Gerard) van Hove (Den Haag, 17 februari 1877 – Laren, 27 augustus 1936) was een Nederlands kunstschilder.

## Leven en werk
Gerard van Hove was een zoon van de schilder Johannes Huybertus van Hove (1827-1881) en toonkunstenares Johanna Gerarda Francisca Hekking (1841-1901). Van Hove kwam uit een kunstenaarsfamilie: naast zijn vader Johannes, schilderden ook zijn opa Bartholomeus en oom Huib van Hove, en halfbroer Bart van Hove was beeldhouwer. Hij werd opgeleid als decoratieschilder en volgde daarnaast lessen aan de Academie van Beeldende Kunsten. Hij was bekend als portretschilder, maar richtte zich met zijn "Atelier voor kerkelijke decoratieve kunst" in Den Haag ook op katholieke kerken en maakte onder meer kruiswegstaties en wandschilderingen. Daarnaast tekende en aquarelleerde hij schoolplaten en decorstukken. Vanaf 1910 was hij decorateur bij het Nederlandsch Toneel. In 1912 werd hij door de Franse regering benoemd tot Officier d'Académie.
Van Hove was lid van Arti et Amicitiae. Hij woonde en werkte in Den Haag, Amerongen en vanaf 1923 in het schildersdorp Laren. Hij trouwde in 1910 met Marie Cathérine Gertrude Hinze (1873-1925), zij scheidden in 1925. Hij hertrouwde in 1931 met de schilderes Maria Geertruid ter Kuile (1891-1965). Van Hove overleed in 1936 op 59-jarige leeftijd en werd begraven op de Oosterbegraafplaats in Enschede.

## Werken (selectie)
- 1897 schildering in de devotiekapel van de Onze-Lieve-Vrouw-van-Goede-Raadkerk, Den Haag.
- 1906 portret van Theo Majofski, Stadsschouwburg Amsterdam.
- 1906 portret van Sophie de Vries, Stadsschouwburg Amsterdam.
- 1908 portret van prof. Adriaan Heynsius, Universiteit van Amsterdam (naar Thérèse Schwartze).
- 1907 schilderij van prins Hendrik bij de reddingswerkzaamheden na de schipbreuk van de Berlin in 1907. Het schilderij is afgebeeld in het boek Eenzaam maar niet alleen van koningin Wilhelmina.
- 1909 schilderij Doopplechtigheid van H.K.H. prinses Juliana.
- 1929 portret van Rika Hopper.
- 1930 portret van koningin Wilhelmina, gemeentehuis van Rheden.
- 1931 portret luitenant-generaal J.T. Duymaer van Twist.
- portret van mevrouw O.C. Cort van der Linden-Sickinghe.
- diverse schilderingen, waaronder een tafereel van de martelaren van Gorcum in de Sint-Dominicuskerk (Alkmaar)
- schoolplaten "De Romeinen in ons land : Een nederzetting bij een vesting"; "Aan het hof van Karel den Grooten"; "De troepen van Bossu dringen Rotterdam binnen" (1910); "Eene vergadering van de nationale synode te Dordrecht" (1910-1911).

## Galerij

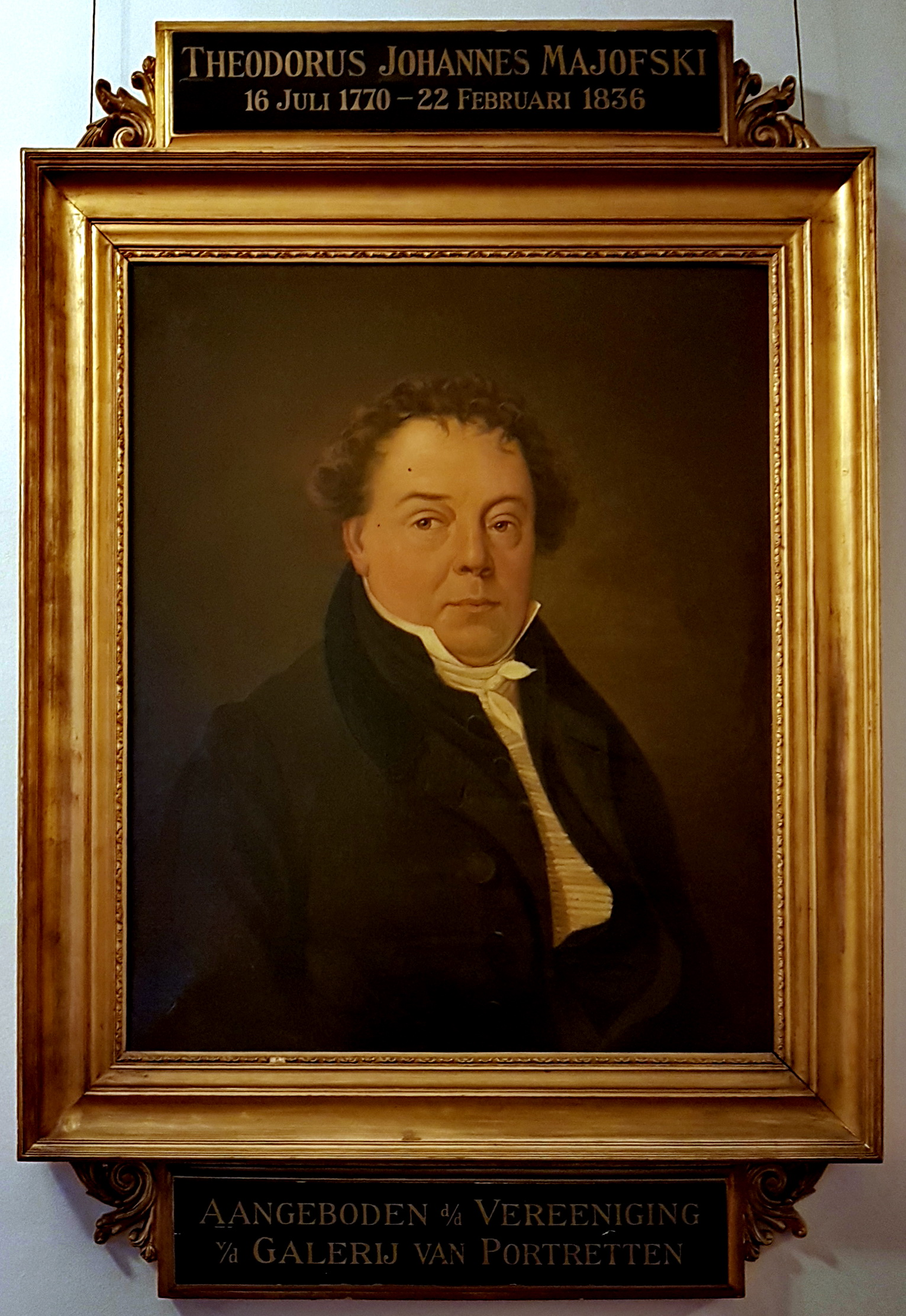
Portret van acteur Theo Majofski (1906), Amsterdam Museum
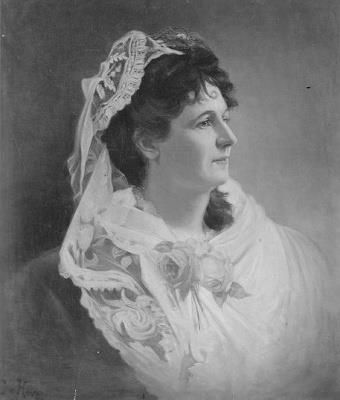
Portret van toneelspeelster Sophie de Vries (1906), Amsterdam Museum
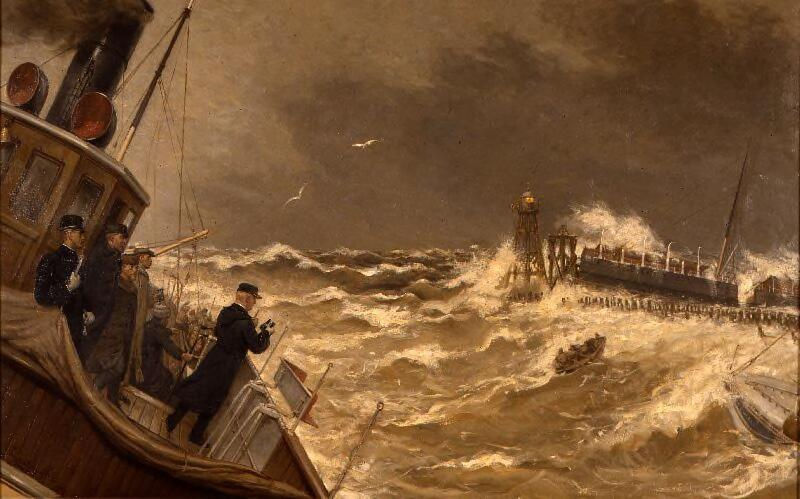
Prins Hendrik bezoekt de ramp met stoomschip Berlin (1907), Koninklijk Huisarchief (Nederland)
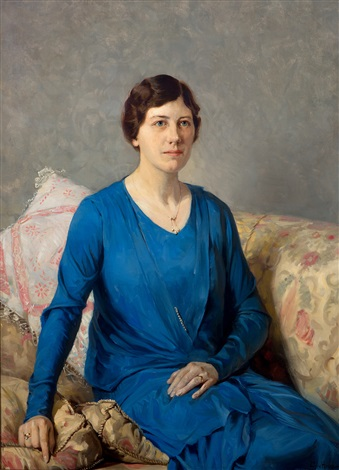
Portret van jkvr. Ottelina Cornelia Cort van der Linden-Sickinghe